# 青海云杉
青海云杉（学名：Picea crassifolia）为松科云杉属的植物，是中国的特有植物。分布在中国大陆的青海、甘肃、内蒙古、宁夏等地，生长于海拔1,600米至3,800米的地区，一般生于山谷、阴坡林中、山坡、山坡云杉林中、河谷、阴坡、林中和阴山谷，目前尚未由人工引种栽培。